# Gyeongguk daejeon
Gyeongguk daejeon o Legislación de la Gran Administración del Estado (경국대전;經國大典) es un completo código de leyes, que comprende todas las leyes, actos, costumbres y ordenanzas publicadas desde finales de la dinastía Goryeo hasta principios de la dinastía Joseon. Es una legislación nacional impresa en el año 1474. El código fue la base durante más de 500 años de política en la dinastía Joseon. Gyeongguk daejeon fue promulgado y publicado en 1485, el 16.avo año de reinado del rey Seongjong después de que la edición final fue codificada, basándose en el primer código completo de leyes, Gyeongje yukjeon (經濟六典, Seis Códigos de Gobernanza) y su edición implementada, Sokyukjeon (續六典, Seis Códigos de Gobernanza Modificada), la cual fue emitida durante el reinado del fundador del estado, el rey Taejo.

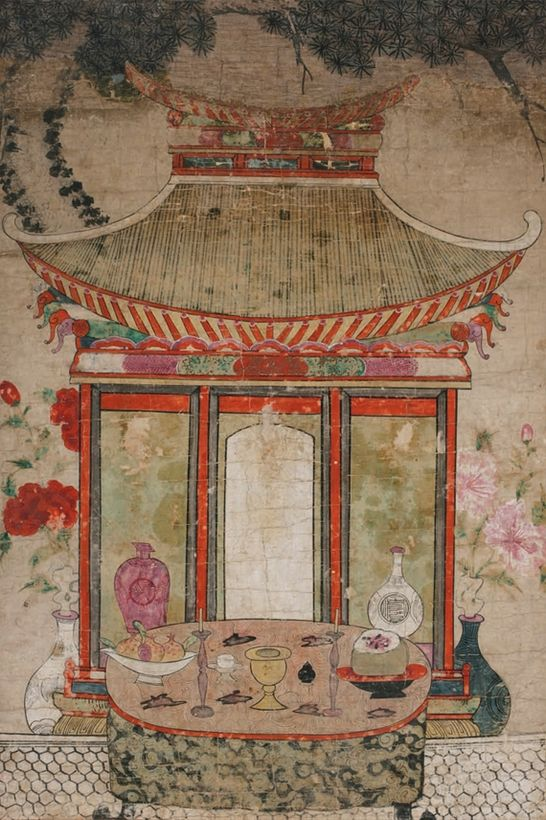
Mesa puesta para la ceremonia de jesa (regulada por Gyeongguk daejeon) en una pintura de inicios de la era Joseon.

Las leyes escritas en este libro se dividen en seis categorías, incluyendo la regulación de la administración, con leyes para la organización central y provincial de gobierno; el tipo, grado, nombramiento y destitución de los funcionarios; los registros familiares, la compra y venta de bienes o propiedades (tierra, casas, caballos o ganado); también contaba con leyes que regían el sistema militar central o provincial, disposición de fortalezas y armamento, y leyes de tipo penal (robos, por ejemplo). El libro igualmente contaba con un código de ingeniería civil, respecto a la construcción de caminos y puentes. La ratificación de las leyes del libro se basaban en el entendimiento del Confucianismo, que incluso el rey que gobernaba debía obedecer.
El libro fue implementado para la gestión y supervisión de las instituciones educativas como política educativa. La vida familiar también era regulada por el Gyeongguk daejeon mediante las normas a las ceremonias jesa (con reglas estrictas y órdenes previamente establecidas, sacrificios de alimentos y el orden de colocación definido, igualmente). Estos rituales se hicieron muy comunes y se consolidaron durante la época de la dinastía Joseon.